# Стеркулия
Стеркулия (лат. Sterculia) — род растений семейства Мальвовые, включающий в себя около 200-300 видов деревьев, произрастающих в тропических областях планеты.
Род из-за неприятного запаха цветков назван в честь древнеримского бога Пикумна, который, как считалось, научил людей удобрять поля, в связи с чем получил прозвище Стеркулиус (от лат. stercus — навоз). 

## Биологическое описание
Виды рода — деревья с очередными листьями. Цветки однополые безлепестные, собраны в кистевидные соцветия. Плоды листовковидные.

## Использование
Из стебля стеркулии жгучей (Sterculia urens), произрастающей в Индии, добывают камедь, используемую в качестве заменителя гуммитрагаканта, получаемого из некоторых видов астрагала. Кроме того, из коры этого дерева добывают волокна для изготовления канатов, верёвок и грубых тканей. Жареные семена употребляют в пищу. Аналогично используются части стеркулии вонючей (Sterculia foetida). Семена некоторых других видов стеркулии также съедобны. У ряда видов, например у стеркулии разнолистной (Sterculia diversifolia), съедобны также молодые корни.

## Виды
По информации базы данных The Plant List, род включает 91 вид (ещё более 280 видов имеют неопределённый статус):
- Sterculia abbreviata E.L.Taylor ex Mondragón
- Sterculia aerisperma Cuatrec.
- Sterculia africana (Lour.) Fiori
- Sterculia albidiflora Ducke
- Sterculia alexandri Harv.
- Sterculia allenii E.L.Taylor
- Sterculia amazonica E.L.Taylor ex Mondragón
- Sterculia antioquia E.L.Taylor
- Sterculia apeibophylla Ducke
- Sterculia apetala (Jacq.) H.Karst.
- Sterculia appendiculata K.Schum.
- Sterculia brevissima H.H.Hsue
- Sterculia caribaea R.Br.
- Sterculia ceramica R.Br.
- Sterculia chapelieri Baill.
- Sterculia chicomendesii E.L.Taylor
- Sterculia cinnamomifolia Tsai & Mao
- Sterculia colombiana Sprague
- Sterculia comorensis Baill.
- Sterculia corrugata Little
- Sterculia costaricana Pittier
- Sterculia curiosa (Vell.) Taroda
- Sterculia dawei Sprague
- Sterculia duckei E.L.Taylor ex J.A.C.Silva & M.F.Silva
- Sterculia euosma W.W.Sm.
- Sterculia excelsa Mart.
- Sterculia foetida L. — Стеркулия вонючая
- Sterculia frondosa Rich.
- Sterculia gengmaensis H.H.Hsue
- Sterculia gilva Miq.
- Sterculia guangxiensis S.J.Xu & P.T.Li
- Sterculia guapayensis Cuatrec.
- Sterculia guianensis Sandwith
- Sterculia hainanensis Merr. & Chun
- Sterculia henryi Hemsl.
- Sterculia hymenocalyx K.Schum.
- Sterculia impressinervis H.H.Hsue
- Sterculia kayae P.E.Berry
- Sterculia khasiana Debb.
- Sterculia killipiana Standl. ex E.L.Taylor
- Sterculia kingtungensis H.H.Hsue
- Sterculia lanceifolia Roxb.
- Sterculia lanceolata Cav.
- Sterculia lisae E.L.Taylor
- Sterculia macerenica E.L.Taylor
- Sterculia mexicana R.Br.
- Sterculia mhosya Engl.
- Sterculia micrantha Chun & H.H.Hsue
- Sterculia mirabilis (A.Chev.) Roberty
- Sterculia monosperma Vent.
- Sterculia multiovula E.L.Taylor
- Sterculia murex Hemsl.
- Sterculia narioensis E.L.Taylor
- Sterculia oblonga Mast.
- Sterculia ornatisepala E.L.Taylor
- Sterculia parviflora Roxb.
- Sterculia pendula Ducke
- Sterculia peruviana (D.R.Simpson) E.L.Taylor ex Brako & Zarucchi
- Sterculia petenensis E.L.Taylor
- Sterculia pexa Pierre
- Sterculia pinbienensis Tsai & Mao
- Sterculia principis Gagnep.
- Sterculia pruriens (Aubl.) K.Schum.
- Sterculia purpurea Exell
- Sterculia quinqueloba (Garcke) K.Schum.
- Sterculia rebeccae E.L.Taylor
- Sterculia recordiana Standl.
- Sterculia rhinopetala K.Schum.
- Sterculia rigidifolia Ducke
- Sterculia rogersii N.E.Br.
- Sterculia rugosa R.Br.
- Sterculia scandens Hemsl.
- Sterculia schliebenii Mildbr.
- Sterculia setigera Delile
- Sterculia simaoensis Y.Y.Qian
- Sterculia speciosa K.Schum.
- Sterculia steyermarkii E.L.Taylor ex Mondragón
- Sterculia stipulifera Ducke
- Sterculia striata A.St.-Hil. & Naudin
- Sterculia subnobilis H.H.Hsue
- Sterculia subracemosa Chun & H.H.Hsue
- Sterculia subviolacea K.Schum.
- Sterculia tavia Baill.
- Sterculia tessmannii Mildbr.
- Sterculia tonkinensis Aug.DC.
- Sterculia tragacantha Lindl.
- Sterculia venezuelensis Pittier
- Sterculia villifera Steud.
- Sterculia villosa Roxb.
- Sterculia xolocotzii T.Wendt & E.L.Taylor
- Sterculia yuanjiangensis H.H.Hsue & S.J.Xu

|                         |  |
| Плоды стеркулии вонючей |  |